# Live from Austin, TX (Eric Johnson)
Live from Austin, TX è l'ottavo album registrato live di Eric Johnson, pubblicato nel 2005.
È una scaletta che riprende tutti i suoi pezzi più famosi nella magnifica atmosfera di Austin in Texas, degno di nota è l'omaggio a Jimi Hendrix con i pezzi Are You Experienced? e Love Or Confusion.

## Tracce
1. Righteous – 3:28
2. Love Or Confusion – 3:05
3. Steve's Boogie – 1:55
4. Trail Of Tears – 9:21
5. Western Flyer – 3:44
6. East Wes – 4:06
7. C.W. – 0:56
8. Camel's Night Out – 4:16
9. Emerald Eyes – 4:17
10. Cliffs Of Dover – 6:13
11. Desert Rose – 4:57
12. Zap – 5:38
13. Are You Experienced? – 6:43